# Station Nordsinni
Station Nordsinni is een voormalig station in Nordsinni in de gemeente Nordre Land in fylke Innlandet in Noorwegen. Het station werd geopend in 1904, in 1989 werd het gesloten. 